# Камышный (Костанайская область)
Камышный (каз. Камышный) — упразднённый посёлок в Мендыкаринском районе Костанайской области Казахстана. Ликвидирован в 1994 году. Входил в состав Тенизовского сельского округа.
Рядом с селом находятся озёра Тениз.

## Население
В 1989 году население посёлка составляло 53 человека.